# 荒谷正雄
荒谷 正雄（あらや まさお、1914年1月31日 - 1996年3月1日）は、日本の指揮者、ヴァイオリニスト。北海道札幌市出身。

## 人物・来歴
1935年帝国音楽学校卒業後、1936年ヨーロッパに留学、ウィーン、ベルリンなどで学び、ヴァイオリンをヨゼフ・シゲティらに師事、ベルリン室内楽協会の団員として演奏活動を行い、1945年7月に帰国。
1948年に札幌音楽院を開設、弦楽器のほか、ピアノ、声楽、作曲、美学、音楽史の講義を組み、1949年札幌音楽院管弦楽団を結成。
1950年北海道文化賞受賞。1961年札幌交響楽団設立に参画、1968年まで初代常任指揮者を務めた。1986年北海道開発功労賞受賞。1997年札幌交響楽団から名誉創立指揮者の称号を贈られる。
また、1968年10月の開局時から北海道テレビ放送番組審議会副委員長を務めた。